# Victor Salva
Victor Ronald Salva (ur. 29 marca 1958 w Martinez w stanie Kalifornia) – amerykański reżyser i scenarzysta filmowy, znany głównie jako twórca horrorów.
W branży filmowej aktywny od roku 1986. Jest autorem scenariuszy do większości reżyserowanych przez siebie filmów. Sławę przyniósł mu film Dom klownów (Clownhouse, 1988), wyprodukowany przez Francisa Forda Coppolę. W 1996 roku zdobył nagrodę Audience Award podczas Gérardmer Film Festival za reżyserię filmu Zagadka Powdera (Powder, 1995), zaś w roku 2000, podczas Santa Monica Film Festival, za reżyserię filmu Rytualny taniec (Rites of Passage, 1999) przyznano mu Moxie! Award. Największe uznanie Salva zdobył jednak w roku 2001, kiedy światło dzienne ujrzał horror Smakosz (Jeepers Creepers); film spotkał się z ogólnoświatowym sukcesem i w 2003 roku doczekał się sequela, Smakosza 2 (Jeepers Creepers 2), również reżyserowanego przez Victora. Na 2013 rok zaplanowano premierę trzeciego filmu z serii. W poszczególnych swoich filmach Salva także występuje w rolach cameo.
Salva, który jest jawnym gejem, w swoich filmach często zawiera motywy homoerotyczne.

## Pedofilia
W 1988 roku został skazany za pedofilię. Udowodniono, że na planie horroru Dom klaunów molestował 12-letniego wówczas aktora, Nathana Forresta i nagrywał to. Znaleziono u niego także kasety video i czasopisma zawierające pornografię dziecięcą. Został skazany na trzy lata więzienia, ale wyszedł po 15 miesiącach i wrócił do reżyserowania.
W 2017 roku wątek jego wyroku skazującego ponownie został nagłośniony w mediach, gdy w Internecie został opublikowany fragment jego filmu Smakosz 3 jeszcze przed jego premierą. W filmie pojawia się wątek pedofilii, z którego żartuje jedna z postaci.

## Filmografia
reżyser
- 2011: Roznosiciel (Rosewood Lane)
- 2006: Siła spokoju (Peaceful Warrior)
- 2003: Smakosz 2 (Jeepers Creepers II)
- 2001: Smakosz (Jeepers Creepers)
- 1999: Rytualny taniec (Rites of Passage)
- 1995: Zagadka Powdera (Powder)
- 1995: Złe towarzystwo (The Nature of the Beast)
- 1988: Dom klownów (Clownhouse)
- 1986: Something in the Basement

scenarzysta
- 2011: Roznosiciel (Rosewood Lane)
- 2007: The Watch
- 2006: Siła spokoju (Peaceful Warrior)
- 2003: Smakosz 2 (Jeepers Creepers II)
- 2002: Behind the Peepers: The Making of Jeepers Creepers
- 2001: Smakosz (Jeepers Creepers)
- 1999: Rytualny taniec (Rites of Passage)
- 1995: Zagadka Powdera (Powder)
- 1995: Złe towarzystwo (The Nature of the Beast)
- 1988: Dom klownów (Clownhouse)
- 1986: Something in the Basement

producent
- 1988: Dom klownów (Clownhouse)
- 1986: Something in the Basement

aktor
- 2007: The Secret World of Superfans
- 2001: Smakosz (Jeepers Creepers) jako jedna z ofiar (niewymieniony w czołówce)
- 1995: Złe towarzystwo (The Nature of the Beast) jako prezenter radiowy/kierowca ciężarówki (niewymieniony w czołówce)
- 1988: Dom klownów (Clownhouse) jako prezenter radiowy (niewymieniony w czołówce)

scenograf
- 2007: The Secret World of Superfans